# Shōzaburō Watanabe
Shōzaburō Watanabe (渡辺 庄三郎, Watanabe Shōzaburō, 2 de junho de 1885 — 14 de fevereiro de 1962) foi um editor de gravuras japonês e um dos mais importantes nomes do movimento artístico de ukiyo-e conhecido como shin-hanga.

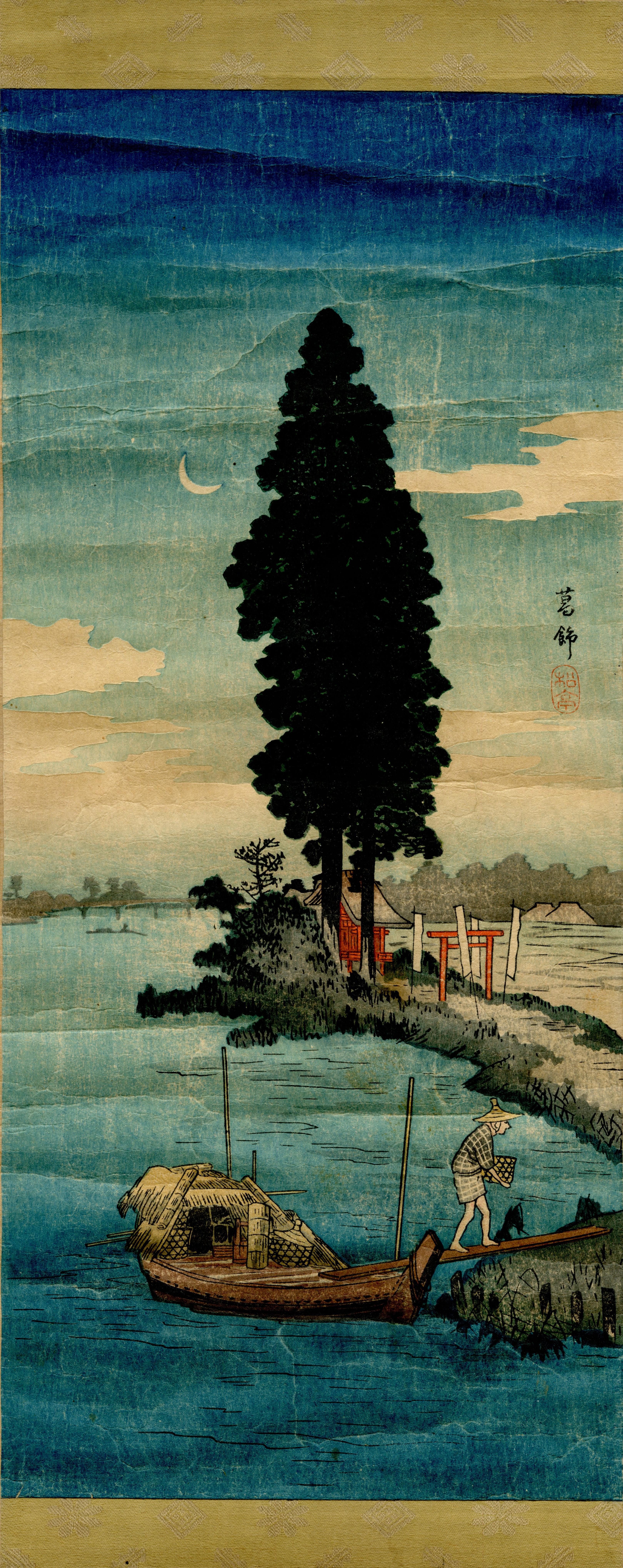
Katsushika, por Takahashi Shōtei, publicado por Shōzaburō Watanabe.

Watanabe empregava muitos dos mais talentosos artistas de sua época, tendo encomendado peças  que combinavam as técnicas tradicionais japonesas aos métodos ocidentais de pintura, que envolviam, por exemplo, perspectiva gráfica e sombreamento. Watanabe criou o termo shin-hanga em 1915 para descrever tais peças, gesto esse que culminou na criação do movimento de mesmo nome. Charles W. Bartlett e Goyō Hashiguchi estiveram entre os artistas com os quais Watanabe trabalhou.